# Карате клуб Леотар
Карате клуб „Леотар“ је карате клуб из Требиња. 

## Историјат
Основан је 20. октобра 2004. Недуго по оснивању, постао је један од најмасовнијих и најуспјешнијих карате клубова у Републици Српској. Каратисти овог клуба освојили су златне, сребрне и бронзане медаље, у борбама и катама, у свим узрастима, у појединачној и екипној конкуренцији. Женска и мушка сениорска екипа вишеструки су освајачи првенстава и купова Републике Српске и БиХ, а женска екипа је и побједник лиге БиХ. Најтрофејнији чланови клуба су: Драгица Драпић (освојила је двије златне, сребрну и пет бронзаних медаља на свјетским првенствима, појединачно и екипно, и шест златних, сребрну и бронзану на европским првенствима), Маја Мирдиња (освајала златне, сребрне и бронзане медаље на свјетским и европским првенствима), Тамара Лозо (златне и сребрне медаље на свјетским и двије бронзане медаље на европским првенствима), Јелена Милић (двије бронзане медаље на свјетским, и златнa и сребрна на eвропским првенствима), Николина Куртовић (златна медаља на свјетском првенству за млађе сениорке, појединачно, и златна и сребрна медаља, екипно), Радомир Голијанин (бронзана медаља на европском сениорском првенству, екипно, и златна и сребрна медаља на свјетским првенствима за млађе сениоре, екипно) и Ђорђе Ковач (златна и сребрна медаља на свјетским првенствима за млађе сениоре). За остварене спортске резултате клуб је више пута проглашаван најбољим спортским колективом Требиња.